# 淵脇了公
淵脇了公（ふちわき りょうこう、?-1593?（文禄二年?））は、天台宗の僧侶。中島常楽院の13代目住職。諱：寿長院（じゅちょういん）。出身地不詳。
戦国・安土桃山時代に活躍した盲僧、琵琶奏者。
島津家中興の祖である島津忠良（日新斎）の命により従来の盲僧薩摩琵琶から改良し薩摩琵琶を作った。忠良が臣下の士気高揚目的で作詞したさまざまな琵琶歌の作曲も手掛けた。